# 卡夫索卡利维亚的波菲里奥斯
卡夫索卡利维亚的圣波菲里奥斯(巴雷克特里斯) （希臘語： Όσιος Πορφύριος ο Καυσοκαλυβίτης）俗名：埃万杰洛斯·瓦伊拉克塔里斯（希臘語： Ευάγγελος Μπαϊρακτάρης），出生于1906年2月7日，逝世于1991年12月2日，是一位希腊阿索斯山修道士，因其灵性洞察力的天赋而广为人知。 2013年11月27日，他被普世牧首封为东正教圣人。

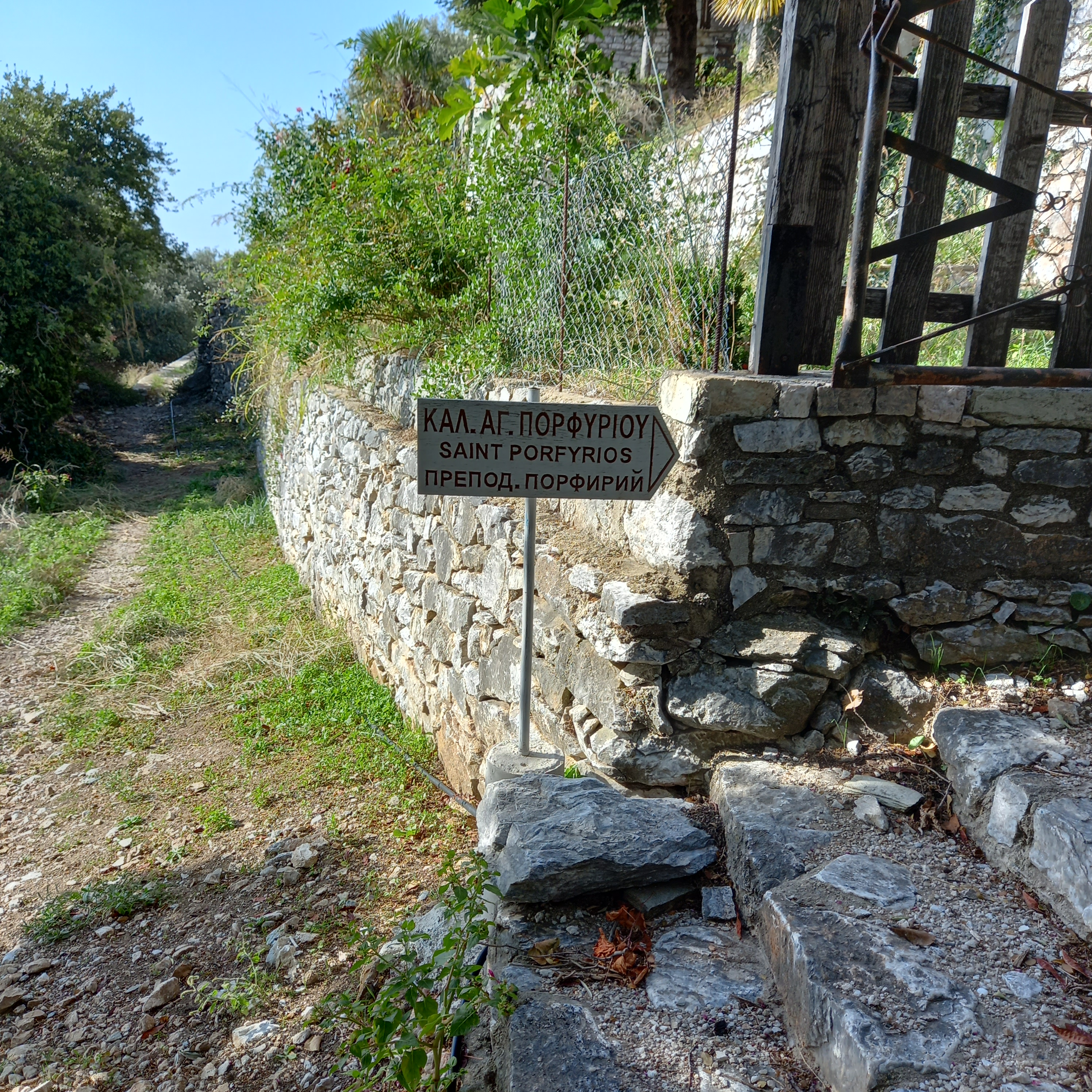
卡夫索卡利维亚 (Kafsokalyvia)的标志引导朝圣者前往圣波菲里奥斯 (Saint Porphyrios) 的小屋

圣波菲里奥斯 (St. Porphyrios) 于 1906 年 2 月 7 日出生在希腊埃维亚省的阿吉奥斯·约阿尼斯村，该村的意思是圣约翰·卡里斯蒂亚 (St. John Karystia)。他的父母列奥尼达斯·贝拉克塔里斯 (Leonidas Bairaktaris) 和埃莱妮·贝拉克塔里斯 (Eleni Bairaktaris) 为他施洗，命名为伊万杰洛斯 (Evangelos)，他在五个兄弟姐妹中排行第四。他童年时只上过两年学，八岁就开始工作，先是在自家农场放牧动物，然后在煤矿工作，最后在哈尔希达和比雷埃夫斯的一家杂货店工作。 据称，在他的童年时期，他想要追求一种修道院的生活方式，这是在阅读了小屋居民圣约翰 （页面存档备份，存于）的传记后受到启发而实现的。 

## 语录
- 这就是我们看待基督的方式。他是我们的朋友，我们的兄弟；他是一切善良和美丽的人。他就是一切。然而，他仍然是一个朋友，他大声喊道：“你们是我的朋友，你们不明白吗？我们是兄弟。我不是……我手中没有地狱。我不是在威胁你。我爱你。我希望你和我一起享受生活。”
- 爱基督，不要把任何事情放在他的爱之前。他是喜乐，他是生命，他是光。基督是一切。他是最终的愿望，他是一切。一切美好的事物都在基督里。
- 属基督的人必须爱基督，当他爱基督时，他就从魔鬼、地狱和死亡中被拯救出来。
- 只有父母的生活才能造就优秀的孩子。父母应该对孩子非常耐心和“圣人般的”。他们应该真正爱自己的孩子。孩子们也会分享这份爱！波菲里奥斯神父说，对于孩子们的不良态度，通常要为他们的父母自己负责。父母不会通过教训孩子、重复“建议”来帮助孩子，也不会通过让他们遵守严格的规则来施加纪律。如果父母没有成为“圣人”，真正爱自己的孩子，如果他们不为此而奋斗，那么他们就犯了一个巨大的错误。父母以错误和/或消极的态度向孩子传达他们的消极情绪。然后他们的孩子不仅对自己的家，而且对社会变得反应性和不安全感。